# Lekkoatletyka na Letnich Igrzyskach Olimpijskich 2024 – trójskok kobiet
Turniej kobiet w trójskoku  podczas XXXIII Letnich Igrzysk Olimpijskich w Paryżu odbył się w dniach 2 i 3 sierpnia 2024. Do rywalizacji przystąpiło 31 sportowców z 22 reprezentacji. Areną zawodów był Stade de France. Mistrzynią olimpijską została Thea LaFond, wicemistrzynią Shanieka Ricketts, a brąz zdobyła Jasmine Moore.

## Terminarz
godziny zostały podane w czasie CEST
| Data                  | Godzina rozpoczęcia |                 |       |                       |
| --------------------- | ------------------- | --------------- | ----- | --------------------- |
| Data                  | Godzina rozpoczęcia | 2 sierpnia 2024 | 18:15 | kwalifikacje, grupa A |
| kwalifikacje, grupa B |                     | 2 sierpnia 2024 | 18:15 |                       |
| 3 sierpnia 2024       | 20:20               | finał           |       |                       |

## System rozgrywek
W kwalifikacjach każda z zawodniczek mogła oddać trzy skoki. Aby uzyskać awans do finału należało uzyskać minimum kwalifikacyjne - 14.35 m. Jeżeli minimum kwalifikacyjne uzyskało mniej niż 12 sportowców, to kwalifikacje uzyskiwały zawodniczki, które oddały najdalsze skoki, tak aby liczba finalistek wyniosła 12.
W finale zawodniczki mogły oddać sześć skoków, z wyjątkiem czterech trójskoczkiń, które po trzech próbach osiągnęły najniższe wyniki i były po nich eliminowane z dalszej rywalizacji. Do ostatecznego wyniku zaliczano jeden, najdalszy skok oddany przez zawodniczkę w finale.

## Wyniki

### Kwalifikacje
| Pozycja | Grupa | Zawodniczka            | Reprezentacja     | Próba | Próba | Próba | Wynik | Uwagi |
| Pozycja | Grupa | Zawodniczka            | Reprezentacja     | 1     | 2     | 3     | Wynik | Uwagi |
| ------- | ----- | ---------------------- | ----------------- | ----- | ----- | ----- | ----- | ----- |
| 1       | B     | Leyanis Pérez          | Kuba              | x     | 14.29 | 14.68 | 14.68 | Q     |
| 2       | B     | Shanieka Ricketts      | Jamajka           | 14.47 |       |       | 14.47 | Q     |
| 3       | A     | Jasmine Moore          | Stany Zjednoczone | 14.43 |       |       | 14.43 | Q     |
| 4       | A     | Liadagmis Povea        | Kuba              | 14.39 |       |       | 14.39 | Q     |
| 5       | B     | Ana Peleteiro-Compaoré | Hiszpania         | 14.36 |       |       | 14.36 | Q     |
| 6       | B     | Dariya Derkach         | Włochy            | 14.19 | 14.35 |       | 14.35 | Q     |
| 7       | A     | Thea LaFond            | Dominika          | x     | 14.35 |       | 14.35 | Q     |
| 8       | A     | Maryna Bekh-Romanchuk  | Ukraina           | 14.30 | x     | 14.09 | 14.30 | q     |
| 9       | B     | Elena Andreea Taloș    | Rumunia           | x     | 14.23 | 14.21 | 14.23 | q     |
| 10      | A     | Ackelia Smith          | Jamajka           | 14.08 | 13.98 | 14.09 | 14.09 | q     |
| 11      | B     | Keturah Orji           | Stany Zjednoczone | 13.58 | x     | 14.09 | 14.09 | q     |
| 12      | B     | Ilionis Guillaume      | Francja           | 13.82 | 13.58 | 14.05 | 14.05 | q     |
| 13      | A     | Diana Ana Maria Ion    | Rumunia           | x     | x     | 14.03 | 14.03 |       |
| 14      | B     | Tori Franklin          | Stany Zjednoczone | 13.84 | 14.02 | 13.82 | 14.02 |       |
| 15      | B     | Charisma Taylor        | Bahamy            | 14.01 | 13.98 | 13.71 | 14.01 |       |
| 16      | A     | Tuğba Danışmaz         | Turcja            | x     | 13.97 | 13.95 | 13.97 |       |
| 17      | A     | Saly Sarr              | Senegal           | x     | 13.96 | 11.72 | 13.96 |       |
| 18      | A     | Neja Filipič           | Słowenia          | 13.75 | 13.78 | 13.85 | 13.85 |       |
| 19      | A     | Maja Åskag             | Szwecja           | 13.79 | 13.63 | x     | 13.79 |       |
| 20      | B     | Kimberley Williams     | Jamajka           | 13.77 | 13.09 | 13.76 | 13.77 |       |
| 21      | A     | Gabriela Petrova       | Bułgaria          | 13.77 | x     | 13.67 | 13.77 |       |
| 22      | B     | Rūta Kate Lasmane      | Łotwa             | 13.76 | 11.43 | 13.54 | 13.76 |       |
| 23      | B     | Sharifa Davronova      | Uzbekistan        | 13.74 | x     | 13.55 | 13.74 |       |
| 24      | B     | Zeng Rui               | Chiny             | 13.03 | 13.69 | 13.36 | 13.69 |       |
| 25      | A     | Dovilè Kilty           | Litwa             | 13.63 | 13.51 | 13.64 | 13.64 |       |
| 26      | A     | Ottavia Cestonaro      | Włochy            | 13.63 | x     | 13.48 | 13.63 |       |
| 27      | A     | Gabriele dos Santos    | Brazylia          | x     | 13.63 | 13.48 | 13.63 |       |
| 28      | B     | Mariko Morimoto        | Japonia           | x     | 13.40 | 13.19 | 13.40 |       |
| 29      | B     | Olha Korsun            | Ukraina           | 13.06 | x     | x     | 13.06 |       |
| 30      | B     | Diana Zagainova        | Litwa             | x     | x     | 12.86 | 12.86 |       |
|         | A     | Senni Salminen         | Finlandia         | DNS   | DNS   | DNS   | DNS   |       |

### Finał
| Pozycja | Zawodniczka            | Państwo           | 1     | 2     | 3     | 4     | 5     | 6     | Odległość | Uwagi |
| ------- | ---------------------- | ----------------- | ----- | ----- | ----- | ----- | ----- | ----- | --------- | ----- |
| złoto   | Thea LaFond            | Dominika          | 14.32 | 15.02 | 14.46 | 14.12 | 14.43 | —     | 15.02     | NR    |
| srebro  | Shanieka Ricketts      | Jamajka           | 14.61 | 14.87 | x     | x     | x     | 14.73 | 14.87     | SB    |
| brąz    | Jasmine Moore          | Stany Zjednoczone | x     | 14.67 | x     | 14.16 | x     | x     | 14.67     | SB    |
| 4       | Liadagmis Povea        | Kuba              | 14.28 | x     | 14.39 | 14.25 | 14.64 | 14.56 | 14.64     |       |
| 5       | Leyanis Pérez          | Kuba              | 14.62 | 14.12 | 14.50 | 14.37 | 14.42 | x     | 14.62     |       |
| 6       | Ana Peleteiro-Compaoré | Hiszpania         | 14.55 | 13.73 | 14.52 | 14.59 | 14.26 | 14.31 | 14.59     |       |
| 7       | Ackelia Smith          | Jamajka           | 13.88 | x     | 14.15 | 13.86 | 13.91 | 14.42 | 14.42     |       |
| 8       | Dariya Derkach         | Włochy            | 14.14 | 14.08 | 13.79 | x     | x     | 13.79 | 14.14     |       |
| 9       | Keturah Orji           | Stany Zjednoczone | 13.97 | x     | 14.05 | NQ    | NQ    | NQ    | 14.05     |       |
| 10      | Elena Andreea Taloș    | Rumunia           | x     | x     | 14.03 | NQ    | NQ    | NQ    | 14.03     |       |
| 11      | Maryna Bekh-Romanchuk  | Ukraina           | x     | x     | 13.98 | NQ    | NQ    | NQ    | 13.98     |       |
| 12      | Ilionis Guillaume      | Francja           | x     | 13.78 | x     | NQ    | NQ    | NQ    | 13.78     |       |